# Justin Hoyte
Justin Raymond Hoyte (sinh ngày 20 tháng 11 năm 1984 ở Leytonstone, London) là một cầu thủ bóng đá Anh hiện đang là cầu thủ tự do. Em trai của anh, Gavin Hoyte, hiện đang chơi cho câu lạc bộ Arsenal. Dù là hậu vệ cánh phải nhưng anh có thể chơi bất kỳ vị trí nào trong tuyến phòng ngự. Anh là cầu thủ đội tuyển U-21 của Anh với 8 lần khoác áo đội tuyển. Anh chơi cho đội tuyển U-21 Anh cho đến mùa Hè năm 2007.

## Thống kê sự nghiệp

### Câu lạc bộ
Tính đến ngày 6 tháng 4 năm 2016.
| Câu lạc bộ           | Mùa giải            | Giải đấu            | Giải đấu | Giải đấu | FA Cup | FA Cup | League Cup | League Cup | Châu Âu | Châu Âu | Khác | Khác | Tổng cộng | Tổng cộng |
| Câu lạc bộ           | Mùa giải            | Hạng                | Trận     | Bàn      | Trận   | Bàn    | Trận       | Bàn        | Trận    | Bàn     | Trận | Bàn  | Trận      | Bàn       |
| -------------------- | ------------------- | ------------------- | -------- | -------- | ------ | ------ | ---------- | ---------- | ------- | ------- | ---- | ---- | --------- | --------- |
| Arsenal              | 2002–03             | Premier League      | 1        | 0        | 0      | 0      | 0          | 0          | 0       | 0       | 0    | 0    | 1         | 0         |
| Arsenal              | 2003–04             | Premier League      | 1        | 0        | 0      | 0      | 2          | 0          | 0       | 0       | 0    | 0    | 3         | 0         |
| Arsenal              | 2004–05             | Premier League      | 5        | 0        | 1      | 0      | 3          | 0          | 2       | 0       | 1    | 0    | 12        | 0         |
| Arsenal              | 2005–06             | Premier League      | 0        | 0        | —      | —      | —          | —          | —       | —       | 1    | 0    | 1         | 0         |
| Arsenal              | 2006–07             | Premier League      | 22       | 1        | 4      | 0      | 4          | 0          | 6       | 0       | —    | —    | 36        | 1         |
| Arsenal              | 2007–08             | Premier League      | 5        | 0        | 3      | 0      | 5          | 0          | 2       | 0       | —    | —    | 15        | 0         |
| Arsenal              | Tổng cộng           | Tổng cộng           | 34       | 1        | 8      | 0      | 14         | 0          | 10      | 0       | 2    | 0    | 68        | 1         |
| Sunderland (mượn)    | 2005–06             | Premier League      | 27       | 1        | 2      | 0      | 1          | 0          | —       | —       | —    | —    | 30        | 1         |
| Middlesbrough        | 2008–09             | Premier League      | 22       | 0        | 4      | 0      | 2          | 0          | —       | —       | —    | —    | 28        | 0         |
| Middlesbrough        | 2009–10             | Championship        | 30       | 1        | 1      | 0      | 1          | 0          | —       | —       | —    | —    | 32        | 1         |
| Middlesbrough        | 2010–11             | Championship        | 17       | 0        | 1      | 0      | 2          | 0          | —       | —       | —    | —    | 20        | 0         |
| Middlesbrough        | 2011–12             | Championship        | 39       | 0        | 3      | 0      | 2          | 0          | —       | —       | —    | —    | 44        | 0         |
| Middlesbrough        | 2012–13             | Championship        | 31       | 1        | 0      | 0      | 3          | 0          | —       | —       | —    | —    | 34        | 1         |
| Middlesbrough        | 2013–14             | Championship        | 3        | 0        | —      | —      | 1          | 0          | —       | —       | —    | —    | 4         | 0         |
| Middlesbrough        | Tổng cộng           | Tổng cộng           | 142      | 2        | 9      | 0      | 11         | 0          | —       | —       | —    | —    | 162       | 2         |
| Millwall (mượn)      | 2013–14             | Championship        | 5        | 0        | —      | —      | —          | —          | —       | —       | —    | —    | 5         | 0         |
| Millwall             | 2013–14             | Championship        | 0        | 0        | 0      | 0      | —          | —          | —       | —       | —    | —    | 0         | 0         |
| Millwall             | 2014–15             | Championship        | 2        | 0        | 0      | 0      | 1          | 0          | —       | —       | —    | —    | 3         | 0         |
| Millwall             | Tổng cộng           | Tổng cộng           | 7        | 0        | 0      | 0      | 1          | 0          | —       | —       | —    | —    | 8         | 0         |
| Dagenham & Redbridge | 2015–16             | League Two          | 25       | 0        | 2      | 0      | —          | —          | —       | —       | 1    | 0    | 28        | 0         |
| Tổng cộng sự nghiệp  | Tổng cộng sự nghiệp | Tổng cộng sự nghiệp | 235      | 4        | 21     | 0      | 27         | 0          | 10      | 0       | 3    | 0    | 296       | 4         |

### Đội tuyển quốc gia
Tính đến ngày 29 tháng 3 năm 2016.
| Đội tuyển quốc gia | Năm       | Trận | Bàn |
| ------------------ | --------- | ---- | --- |
| Trinidad và Tobago | 2013      | 8    | 0   |
| Trinidad và Tobago | 2014      | 6    | 0   |
| Trinidad và Tobago | 2015      | 2    | 0   |
| Trinidad và Tobago | 2016      | 2    | 0   |
| Tổng cộng          | Tổng cộng | 18   | 0   |